# Старомарьевская СЭС
Старома́рьевская солнечная электростанция — российская солнечная электростанция общей мощностью 100 МВт, расположенная возле села Старомарьевка в Ставропольском крае.
Общая площадь солнечной электростанции составляет 287 гектаров или около 400 футбольных полей. Выработка солнечной электростанции составит 150 млн. кВт*ч в год, которые обеспечивают 349 560 фотоэлектрических модулей. Объем инвестиций в строительство СЭС составил около 14 млрд. рублей.

## Параметры станции
Основные параметры СЭС:
- общая площадь: 2 871 512 м²
- солнечных батарей[4]: 349 560 шт.
- режим функционирования: автоматический
- обслуживающий персонал[4]: 12 человек
- окупаемость: 10-15 лет
- схема выдачи мощности[5]: присоединение к электрическим сетям Филиала ПАО «Россети Северный Кавказ» – «Ставропольэнерго» на уровне напряжения 110 кВ со строительством двух ВЛ 110 кВ Старомарьевская СЭС. 
  - режим работы: параллельно с Единой энергосистемой

| Технико-экономические показатели станции                   | Характеристики            |
| ---------------------------------------------------------- | ------------------------- |
| Установленная мощность станции, МВт                        | 100                       |
| Годовая выработка электроэнергии, МВтч/ год                | 150 000                   |
| КИУМ, %                                                    | 14                        |
| Количество солнечных панелей (модулей) по 0,27+/-0,005 кВт | 349 560                   |
| Элементы аккумулирования энергии                           | проектом не предусмотрены |
| Комбинированная выработка электроэнергии                   | проектом не предусмотрены |
| Площадь земельного участка под строительство, Га           | 287                       |
| Объём инвестиций, млрд.руб.                                | 14                        |

## Строительство
Строительство Старомарьевской СЭС велось компанией ООО «Солар Системс» в 7 очередей. Стоимость строительства 14 миллиардов рублей. Во время строительства было создано 320 рабочих мест.
Поставщик солнечных панелей (модулей) — ООО «Solar Кремниевые технологии». В разработке и реализации проекта принимали участие: китайская компания  Suntech Power, электротехническое оборудование — ООО «Гринмакс» (Азов, Ростовская область) и ООО «Парус Электро» (Московская область)